# Králova Lhota (Rychnov nad Kněžnou-i járás)
Králova Lhota település Csehországban, Rychnov nad Kněžnou-i járásban. Králova Lhota Libřice, Výrava, České Meziříčí és Jasenná településekkel határos. Lakosainak száma 266 fő (2024. január 1.).

## Népesség
A település lakosságának változását az alábbi diagram mutatja:
| Lakosok száma | 514  | 614  | 571  | 351  | 222  | 198  | 232  | 239  | 245  | 266  |
|               | 1869 | 1890 | 1921 | 1950 | 1980 | 2001 | 2017 | 2019 | 2022 | 2024 |